# Healthy Team
Healthy Team is een Nederlandse schaatsploeg onder leiding van Arnold van der Poel en assistent-coach Diane Valkenburg.
Het team maakt onderdeel uit van het schaatsopleidingscentrum RTC Zuidwest dat door middel van clinics jongeren wil inspireren een gezond voedingspatroon aan te nemen. Mensen kunnen het team als Vriend of Sponsor financieel ondersteunen.

## 2018-2019
De ploeg bestaat uit deze rijd(st)ers:
| Vrouwen            | Vrouwen                        | Mannen            | Mannen                        |  |
| Naam               | Specialisatie                  | Naam              | Specialisatie                 |  |
| ------------------ | ------------------------------ | ----------------- | ----------------------------- |  |
| Roxanne van Hemert | 1000 meter, 1500 meter, sprint | Adne van Diest    | 500 meter, 1000 meter, sprint |  |
| Eva van Til        |                                | Joost Dobbenburgh | 500 meter, 1000 meter, sprint |  |
| Eline van Voorden  |                                | Thijmen Polman    | 1000 meter, 1500 meter        |  |
| Dione Voskamp      |                                | Daan Spruit       | 500 meter, 1000 meter, sprint |  |
| Leeyen Harteveld   |                                | Jesse Stam        | 500 meter, 1000 meter, sprint |  |
|                    |                                | Tijmen Snel       | 1000 meter, 1500 meter        |  |